# كارلوس اولسن
كارلوس اولسن (بالإسبانية: Carlos Olsen)‏ هو لاعب كرة قدم أرجنتيني في مركز الوسط، ولد في 27 ديسمبر 1994 في الأرجنتين. لعب مع Defensores Unidos ‏.

## وصلات خارجية
- كارلوس اولسن على موقع Soccerway.com (الإنجليزية)